# Sam Parnia
Sam Parnia (Londra, intorno al 1970) è un medico britannico, specialista in anestesia e rianimazione, primario del reparto di terapia intensiva e direttore del Reparto di Ricerca sulla Rianimazione presso la Scuola di Medicina della Stony Brook University di New York.
È una delle massime autorità sullo studio scientifico della morte, sul rapporto mente-cervello umano, e sulle esperienze ai confini della morte.
È autore di What Happens When We Die (2006) e di Erasing Death: The Science That is Rewriting the Boundaries Between Life and Death (2013).

## Biografia

### Formazione
Di famiglia originaria dell'Iran, Parnia si laureò presso il King's College London School of Medicine di Londra nel 1995, e completò il dottorato di ricerca in biologia cellulare presso l'Università di Southampton.

### Carriera
Verso la fine degli anni ‘90, divenne membro del Comitato sulla Rianimazione degli Ospedali della Southampton University Trust Hospitals, dove assieme al dott. Peter Fenwick fondarono il primo studio sulle NDE nel Regno Unito, pubblicando in seguito numerosi articoli su riviste scientifiche del settore. Ricercatore in pneumologia, si divide tra gli ospedali del Regno Unito e la Stony Brook University School of Medicine di New York, dove è Primario di Terapia Intensiva. Ha fondato il “Consciousness Research Group” (Gruppo di Ricerca sulla Coscienza) presso l'Universita di Southampton ed è inoltre presidente della “Horizon Research Foundation”.

### Progetto “AWARE”
Dal settembre 2008, Parnia fa parte del progetto “AWARE” (AWAreness during REsuscitation, ovvero “Consapevolezza durante la rianimazione”), uno studio promosso dalla “Human Consciousness Project” , che prevede una collaborazione internazionale tra scienziati, personale medico ed infermieristico che si occupa di pazienti che sopravvivono ad un arresto cardiaco e che riportano una NDE. Al progetto partecipano attualmente ben venticinque ospedali tra Europa e Nord America che si prefiggono di esaminare le reazioni di pazienti una volta subentrata la morte clinica, molti dei quali provano delle esperienze ai confini della morte, con percezioni fisiche dell'ambiente circostante. Un importante obiettivo dello studio di “AWARE” è quello di verificare se le percezioni riportate da tali pazienti possono essere verificate. Un metodo in particolare comporta un bersaglio visivo immesso in prossimità del soffitto, che può essere visto solo da qualcuno che può leggere dall'alto ed ai pazienti che riferiscono di esperienze extracorporee è chiesto di descrivere che cosa hanno visto.
Nel luglio 2013 in un'intervista a Der Spiegel, Parnia afferma che "la moderna scienza della rianimazione sarà presto in grado di consentire ai medici di rianimare le persone fino a 24 ore dopo la loro morte".
Nell'ottobre 2014, a seguito delle ricerche fino al momento effettuate, Parnia comunica che: Sappiamo che il cervello non può funzionare quando il cuore smette di battere [...] Ma in questo caso la consapevolezza cosciente sembra essere rimasta attiva fino a tre minuti dopo che il cuore non funzionava più, anche se il cervello di solito 'si spegne' dopo 20-30 secondi da quando il cuore si ferma.